# María del Rosario González
María del Rosario González   (Montevideo, 9 d'abril de 1967) coneguda com a Lalo Barrubia, és una escriptora, performer i traductora uruguaiana, radicada a Malmö (Suècia) des del 2001.

## Trajectoria
Ha publicat vuit llibres de poesia, diverses novel·les i col·leccions de contes. Els seus textos figuren en les antologies Zur-dos: última poesía latinoamericana (Paradiso, Argentina, 2004) i Porque el país no alcanza: poesía emigrante de la América Latina (EBL, Mèxic, 2011), entre d'altres.
En 2014 li va ser atorgat el Premi Nacional de Literatura de l'Uruguai a la categoria Narrativa (obres inèdites) pel llibre Ratas (originalment publicat el 2012 per l'editorial Criatura).
El 2011 va publicar a Suècia el seu primer llibre de poemes en edició bilingüe, Borracha en las ciudades, amb traducció de Juana Adcock.
El 2015 va treballar en el projecte 100KAVD (100 poemes quotidians curts i enfadats / Copenhaguen-Hèlsinki) que reuneix poesia i performance. És editora de la sèrie de poesia traduïda La Piedra Imán (Ediciones Liliputienses, Espanya) i imparteix tallers de poesia i prosa.
També ha treballat com a productora cultural i cap de projecte per a diverses institucions públiques i privades, entre elles Kulturförvaltningen Malmö.

## Obres
- 2017, Suzuki 400 (poesia, 2a ed.).[4]
- 1999, Tabaco (poesia).
- 2004, Arena (novel·la, 2a ed. 2017).
- 2009, Pégame, que me gusta (novel·la, 2a ed. 2014).
- 2011, Borracha en las ciudades (poesia, 2a ed. 2013 / 3a ed. 2016).
- 2012, Ratas (relats).[5]
- 2013, Los misterios dolorosos (novel·la).

## Actuacions
- 1991, La puta madre.
- 1999 - 2000, El Rap de la Pocha.[6]
- 2007 - 2008, Latino for ever (Montevideo-Maldonado-Berlín-Hèlsinki).
- 2008 - 2011, Parásitos (Malmö-Lund-Hèlsinki).
- 2013 - 2014, Fronteras/Borderline (Göteborg-Mexico DF-Montevideo).
- 2015, 100 KAVD (Copenhaguen-Hèlsinki).

## Premis
- 2011, Premi del Ministeri de Cultura de l'Uruguai; 3r Premi en categoria Narrativa per a Pégame, que me gusta (2009).
- 2014, Premis Annuals de Literatura; 1r Premi en categoria Narrativa per a Ratas (2012).